# GJ 1224
GJ 1224 (G 154-44 / LHS 3359) es una estrella de magnitud aparente +13,61 cercana al sistema solar, ya que se encuentra a una distancia de 24,6 años luz.
Está encuadrada en la constelación de Serpens, en la región de Serpens Cauda, muy cerca del límite con Sagitario.
GJ 1224 es una enana roja de tipo espectral M4.5V cuya temperatura efectiva es notablemente distinta según la fuente consultada —2711 o 3200 K—.
De brillo tenue, tiene una luminosidad bolométrica —en todas las longitudes de onda— igual al 0,44% de la luminosidad solar.
Su radio equivale al 18% del radio solar y gira sobre sí misma con una velocidad de rotación proyectada inferior a 3 km/s.
De muy baja masa, ésta apenas supone el 14,8% de la masa solar.
Posee un flujo magnético superficial intenso, de 2700 G, y su campo magnético superficial es de aproximadamente 2000 G.
GJ 1224 es aproximadamente 2,5 veces más luminosa que Próxima Centauri, la enana roja más cercana al Sol, y, al igual que ella, es una estrella fulgurante.
En estas variables se producen grandes llamaradas que implican aumentos bruscos e impredecibles de brillo, incremento que tiene lugar en todo el espectro electromagnético.
Además de Luyten 726-8, prototipo de la clase, Ross 154 y EV Lacertae son dos conocidos ejemplos de estrellas fulgurantes.